# Vagivere
Koordinaten: 58° 39′ N, 23° 43′ O
Vagivere (deutsch Waggewerre) ist ein Dorf (estnisch küla) in der Landgemeinde Lääneranna im Kreis Pärnu (bis 2017: Landgemeinde Lihula im Kreis Lääne).

## Beschreibung
Der Ort hat 22 Einwohner (Stand 31. Dezember 2011). Er liegt sieben Kilometer südwestlich der Stadt Lihula.
Das Dorf wurde erstmals 1368 unter dem Namen Wekeverre urkundlich erwähnt.